# خوشامدگویی دیکسون
خوشامدگویی دیکسون عنوان فیلمی است صامت و کوتاه به کارگردانی ویلیام کندی دیکسون. این فیلم محصول سال ۱۸۹۱ میلادی است. زمان این فیلم ۳ ثانیه است. خوشامدگویی دیکسون به عنوان یکی از نخستین فیلم‌های (ویدئو) دنیا، شناخته شده‌است.